# 原子層堆積
原子層堆積、または原子層堆積法（ALD：Atomic layer deposition)は気相の連続的な化学反応を利用した薄膜形成技術である。化学気相成長（CVD: chemical vapor deposition）の1分類とされる。多くの場合、ALDは2種類のプリカーサ（前駆体）と呼ばれる化学物質を用いて行われる。プリカーサは1種ずつ、連続的かつ自己制御的に対象物表面に反応する。それぞれのプリカーサへの暴露を順番に繰り返し行うことで、薄膜は徐々に形成される。ALDは半導体デバイス製造において重要なプロセスであり、装置の一部はナノマテリアル合成にも利用可能である。1974年にフィンランドのトゥオモ・スントラ博士によって実用化された。

## 概要
ALDは複数の気相原料(プリカーサ)を交互に基板表面に暴露させることで膜を生成する薄膜形成方法である。CVDと異なり、違う種類のプリカーサが同時に反応チャンバに入ることはなく、それぞれ独立のステップとして導入(パルス)され排出(パージ)される。各パルスにおいてプリカーサ分子は基板表面で自己制御的に振る舞い、吸着可能なサイトが表面になくなった時点で反応は終了する。従って、一度のサイクルにおける最大成膜量は、プリカーサ分子と基板表面分子が化学的にどのように結合するのか、その性質により規定される。そのためサイクル数をコントロールすることで任意の構造・サイズの基板に対して高精度かつ均一に成膜することができる。
ALDは 原子層レベルで膜厚と材質のコントロールができ、極めて薄く緻密な成膜が可能と考えられている。近年物理的な限界が意識されているムーアの法則に基づく電子デバイス微細化への要求が大きな原動力となり、昨今ALDに対する研究開発は非常に活発化している。 数百もの異なるプロセスが発表されているものの、その中には標準的と考えられているALDのプロセスとはかけ離れたものも見られる。

## 歴史
ALDはフィンランドにおいてALE(Atomic Layer Epitaxy:原子層エピタキシ)として、旧ソ連においてML(Molecular Layering:分子積層)としてそれぞれ別々に開発された。
1960年代、Stanislav Ivanovich KoltsovはValentin Borisovich Aleskovskiiらと共にレニングラード工科大学(LTI:Leningrad Technological Institute、現在のサンクトペテルブルク工科大学)において、ALDの原理を開発した。その目的は、1952年に発表された Valentinの博士論文中で「仮説の枠組み」として造られた理論的考察を実験により確立することであった。実験は金属塩化物の反応及び水と多孔質シリカで始められ、すぐに他の基板材料への平面薄膜形成へと発展した。 1965年にAleskovskiiとKoltsovはこの新技術に対しMolecular Layering:分子積層と名付けることを提案した。MLの原理は1971年にKoltsovの博士論文において要約された。MLの研究活動は基礎化学研究から多孔質触媒や吸着材、マイクロエレクトロニクス用途のフィラーの応用研究まで多岐にわたっていた。
1974年、フィンランドのInstrumentarium社において薄膜ELディスプレイ(Thin Film Electroluminescent:TFEL)の開発が始まった時にトゥオモ・スントラが薄膜の先端技術としてALDを考案し、スントラはギリシャ語の「表面に配列する」という意味のepitaxyからAtomic Layer Epitaxy:原子層エピタキシと名付けた(スントラに従えば略称はALEであるが、類似の技術である原子層エッチング:Atomic Layer Etchingの略称と紛らしくなるため、以下ALDで統一する)。最初の実験では亜鉛元素と硫黄元素を用いて硫化亜鉛を成長させた。薄膜形成方法としてのALDは20カ国以上で特許取得された。大きな進歩はスントラと同僚たちが高真空反応装置から不活性ガス反応装置に変更した時に起こった。キャリアとして不活性ガスを用いることで、金属塩化物、硫化水素、水蒸気のような化合物をALDプロセスに使用できるようになった。
この技術は1980年にSID国際会議において初めて発表された。展示されたTFELディスプレイの試作品は、2つの酸化アルミニウムの誘電体層の間に成膜された硫化亜鉛層で構成されており、その全てが塩化亜鉛+硫化水素とTMA+水をプリカーサとして使用したALDプロセスで成膜されていた。初めての大規模なALD-ELディスプレイの概念実証はヘルシンキ・ヴァンター国際空港に1983年に設置されたフライト情報ボードであった。TFELFPDの生産は1980年代中頃にLohja社のOlarinluoma工場で開始された。
ALDの学術的研究は1970年代にタンペレ工科大学(スントラもここで電子物理学を教えたことがある)で、1980年代にヘルシンキ工科大学で始まった。
産業アプリケーションとしては、TFELディスプレイの製造が1990年代まで唯一のものであった。新しいALDのアプリケーション研究開発を目的としてフィンランドの国営石油会社であるネステ社が設立したMicrochemistry社にて、1987年にスントラは光起電力素子や不均一触媒などの研究を始めた。
1990年代、Microchemistry社は半導体向けアプリケーションとシリコンウェハー処理に適したALD装置の開発に舵を切った。1999年、Microchemistry社とALD技術は半導体製造装置大手であるオランダのASMインターナショナルに買収された。Microchemistry社はASMのフィンランド子会社であるASM Microchemistry社となり、同社は1990年代には商用としては唯一のALD装置製造メーカーであった。2000年代初頭にはフィンランドに蓄積されたALDのノウハウから、Beneq社とPicosun社という二つの新しいメーカーが誕生した。尚、後者Picosun社は1975年からスントラの親しい同僚であったスヴェン・リンドフォズが立ち上げた会社である。ALD装置メーカーの数はたちまちのうちに増えていき、半導体向け成膜はALD技術の産業アプリケーションのブレイクスルーとなった。これはALDがムーアの法則を継続するために必要な技術と考えられたからである。
2004年にトゥオモ・スントラは半導体アプリケーションへのALD技術開発に対しEuropean SEMI awardを受賞した。また2018年にはフィンランドのミレニアム技術賞を受賞している。
ML:分子積層とALE:原子層エピタキシの開発者たちは、1990年フィンランドのエスポーで開催された第一回原子層エピタキシ国際会議「ALE-1」の場で顔を合わせている。にもかかわらず、英語話者が圧倒的多数を占めて成長し続けるALDコミュニティ内では分子積層の知識は周辺的なものとして扱われてきた。2005年にあるALDについての科学総説論文で分子積層研究の幅広さを明らかにしたことでようやく脚光を浴びるようになったのである。
ALE:原子層エピタキシに代わってCVDのアナロジーであるALD:原子層堆積(Atomic Layer Deposition)という呼称を提案したのはヘルシンキ大学教授のMarkku Leskeläである。フィンランド・エスポーでのALE-1会議で提案されたものの、その名前がアメリカ真空学会によるALDについての一連の国際会議から始まって、一般に受け入れられるまでにはおよそ10年かかった。

## 表面反応のメカニズム
典型的なALDプロセスでは、基板はガス反応体（プリカーサ）AとBに順番に、反応体同士が互いに混合しないように暴露される。薄膜成長が安定した状態で進行する化学気相成長(CVD)のような他の成膜技術と異なり、ALDでは各々の反応体が基板表面と自己制御的に反応する。反応体分子は表面の決まった数の反応性部位としか反応しないためである。
表面の反応性部位が全て反応体Aで埋められると、膜成長は止まる。残ったA分子は排出され、今度は反応体Bが導入される。AとBに順番に暴露されることで薄膜が堆積していく。従ってALDプロセスと言った時には、それぞれのプリカーサの供給回数(基板表面に1種類のプリカーサが暴露される回数)とパージ回数(供給と供給の間に余剰プリカーサを排出する回数)の両方を指し、二成分の供給-パージ-供給-パージの連続がALDプロセスを構成する。また、ALDの場合には成長率、いわゆるデポレートの考え方よりもむしろサイクルあたりの成長という観点から説明される。
ALDでは、各反応ステップにおいて十分な時間が確保されれば、全ての表面反応性部位に対しプリカーサ分子が完全に吸着すると考えられ、それが達成されればプロセスは飽和状態となる。このプロセス時間はプリカーサの圧力と固着確率の二つの要因に依存する。
そのため、単位表面積あたりの吸着率は以下のように示される。
{\displaystyle R_{abs}=S\times F}
{\displaystyle R} – 吸着率
{\displaystyle S} – 固着確率
{\displaystyle F} – 入射分子の流束
しかしALDの重要な特性として、Sは経時により変化する。プリカーサ分子が表面に吸着すればするほど、固着確率は低下し、やがて飽和に達するとゼロになる。
具体的な反応メカニズムは個別のALDプロセスに強く依存する。酸化物、金属、窒化物、硫化物、カルコゲン化物、フッ化物を成膜する数百のプロセスが可能となっており、ALDプロセスの機構的側面の解明は研究が盛んな領域である。代表的な例を以下に示す。

### Al2O3熱ALD
様々なプロセスが発表されている中で、トリメチルアルミニウム(TMA)と水によるアルミナ( Al2O3 )の成膜は比較的よく知られている。 Al2O3 の自己制御的成長は、室温から300℃以上まで、幅広い温度領域で実施可能である。
プリカーサの供給中、TMAは基板表面に解離吸着し、余剰のTMAは排出される。TMAの解離吸着により表面はAlCH3で覆われる。次に基板表面は水蒸気に暴露され、 H2O は表面の –CH3 と反応して副生成物のメタン(CH4 )を作り、表面にヒドロキシル化した Al2O3 が残る。

### 金属ALD
脱離反応による金属ALDは一般的に金属フッ化物などのハロゲン元素で官能基を持った金属がシリコンプリカーサと反応して起こる。フルオロシランを使った金属成膜としては、タングステンやモリブデンが一般的である。これらの金属を使った脱離反応は発熱性が高いためである。タングステンALDでは、最終パージ前には基板表面はSi-HとW-Fで構成されており、プリカーサABの各反応サイクルごとに直線的なデポレートが観察される。タングステンALDの典型的なサイクルあたり成長率は4〜7オングストロームであり、典型的な反応温度は177℃〜325℃である。タングステンALDにおいて、2つの表面反応、及びALDの全プロセスを以下に示す。その他のALD金属成膜も基本的にフルオロシラン脱離反応であれば同様の反応順序である。
表面での主な反応: 
WSiF2H* + WF6 → WWF5* + SiF3H (7)
WF5* + Si2H6 → WSiF2H* + SiF3H + 2H2 (8)
全体のALD反応: 
WF6 + Si2H6 → W + SiF3H + 2H2 ∆H = -181kcal (9)
| ALD反応メカニズムの要約            |                                                  |                                                                     | |                                                                              |
| ALD種類                            | 温度領域                                         | プリカーサ                                                          | 反応体 | アプリケーション                                                             |
| 触媒 ALD                           | >32 ℃ ルイス塩基触媒による                       | 金属酸化物 (例 TiO2、ZrO2、SnO22)                                   | (Metal)Cl4, H2O | High-k誘電層、保護層、反射防止層、等                                         |
| Al2O3 ALD                          | 30–300 ℃                                         | Al2O3、金属酸化物                                                   | (Metal)Cl4, H2O, Ti(OiPr)4, (Metal)(Et)2                                                                                                 | 誘電層、 絶縁膜、太陽電池表面パッシベーション等                              |
| 金属 ALD 熱化学反応                | 175–400 °C                                       | 金属フッ化物、有機金属類、触媒金属類                                | M(C5H5)2, (CH3C5H4)M(CH3)3 ,Cu(thd)2, Pd(hfac)2, Ni(acac)2, H2                                                                           | 導通路、触媒表面、MOSデバイス                                                |
| ポリマーへのALD                    | 25–100 °C                                        | 一般的なポリマー(ポリエチレン、PMMA、PP、PS、 PVC、PVA等)           | Al(CH3)3, H2O, M(CH3)3 | ポリマー表面機能付与、複合材料合成、 拡散防止膜など                          |
| 粉体ALD                            | ポリマー粉末: 25–100℃、 金属・合金粉末：100–400℃ | BN、ZrO2、カーボンナノチューブ、ポリマー粉末                        | 個々の粉末粒子にコーティングするため、流動層反応装置が用いられる。                                                                       | 保護膜・絶縁膜コーティング、光学的・機械的特性調整、複合材構造形成、導電媒体 |
| 単一元素のプラズマ・ラジカル ALD   | 20–800 ℃                                         | 純金属 （例：Ta、Ti、Si、Ge、Ru、Pt）、金属窒化物（例：TiN、TaN等） | 有機金属類、MH2Cl2、トリス(ジエチルアミド)(tert-ブチルイミド)-タンタル(V) (TBTDET), ビス(エチルシクロペンタジエニル)ルテニウム(II)、 NH3 | DRAM構造、MOSFET及び半導体デバイス、キャパシタ                               |
| 金属酸化物及び窒化物のプラズマ ALD | 20–300 °C                                        | Al2O3、SiO2、ZnOx、InOx、HfO2、SiNx、TaNx                           | サーマルALDと同様 |                                                                              |

## アプリケーション
ALDのアプリケーションは非常に多岐にわたる。主要な分野はマイクロエレクトロニクスとバイオメディカルであり、その詳細を以下に述べる。

### マイクロエレクトロニクス
様々な材料を使って高品質な成膜ができることに加え、正確な膜厚と均一な表面制御ができるため、ALDはマイクロエレクトロニクス製造において有用なプロセスである。マイクロエレクトロニクス分野では、ALDはhigh-k（高誘電率）ゲート酸化膜、high-kメモリキャパシタ絶縁膜、強誘電体、また電極・配線用途の金属及び窒化物の成膜に有望として検討されている。超薄膜の制御が重要となるhigh-kゲート酸化膜では、ALDはデザインルール45nmの世代から広く使われ始めるとみられる。メタライゼーションではコンフォーマルな成膜が必要とされ、現段階では65nmノードからALDが主流となることが期待される。DRAMではコンフォーマル性への要求は更に高く、100nm以下のサイズになるとALDが唯一の方法である。磁気記録ヘッドやMOSFETゲートスタック、DRAMキャパシタや不揮発強誘電体メモリその他の様々な製品がALD技術を使用している。

#### ゲート酸化膜
high-k酸化物のAl2O3、ZrO2、HfO2の成膜は、ALDで最も広く試されている領域である。high-k酸化物の要求は、MOSFETに広く使われている SiO2 ゲート絶縁膜が1.0nm以下まで微細化した際に発生するトンネル電流が問題になるためである。high-k酸化物であれば、より厚いゲート絶縁膜であっても静電容量の要求を満足できるため、構造上トンネル電流を低減できる。インテルは45nmCMOS技術においてhigh-kゲート絶縁膜成膜にALDを使っていると報告している。

#### 遷移金属窒化物
窒化チタンや窒化タンタルといった遷移金属窒化物はバリアメタルやメタルゲートとして有望である。バリアメタル層は現代の銅ベースの半導体チップに、Cuが絶縁体やシリコン基板などの周囲の素材に拡散すること、また逆にあらゆる銅配線周囲の絶縁体からのCuへの元素拡散汚染を防ぐために使われている。バリアメタルには、高純度、緻密さ、導電性、コンフォーマル性、薄い、金属や絶縁体と密着性が良いなどの厳しい特性が求められるが、プロセス技術の観点からはALDで対応可能である。窒化物ALDにおいて最も研究されているのは、塩化チタンとアンモニアで成膜した窒化チタンである。

#### 金属成膜
金属ALDの用途は以下の通りである。
1. 銅配線及びタングステンプラグ、或いは銅電気めっきのCuシード層やタングステンCVDのWシード層
2. 銅配線バリア用途の遷移金属窒化物(TiN、TaN、WNなど)
3. FRAMやDRAMキャパシタ電極用途貴金属類
4. デュアルゲートMOSFET用途高/低仕事関数金属類

#### 磁気記録ヘッド
磁気記録ヘッドでは、微粒子を着磁させハードディスク上に磁化パターンを形成するために電界を利用している。Al2O3 ALDは絶縁体の均一薄膜形成に使われている。ALDを使うことで、高精度で絶縁膜厚をコントロールすることができる。これにより更に高精度なパターン形成ができ、より高品質なレコーディングが可能となる。

#### DRAMキャパシタ
Dynamic random-access memory(DRAM)キャパシタもALDのアプリケーションの一つである。個々の DRAMセルは1ビットのデータを保存でき、それぞれ一つのMOSトランジスタとキャパシタから構成されている。メモリ密度を更に増大させるために効果的なキャパシタのサイズ低減に努力が払われている。静電容量に影響することなくキャパシタのサイズを変えるには、スタック型やトレンチ型キャパシタなどの異なるセル形態が使われている。トレンチ型キャパシタなどの出現と共に、これらのタイプのキャパシタ製造、特に半導体サイズ微細化に関わる問題が明らかになってきた。ALDはトレンチ形状を100nmより先に推し進めた。材料単層を成膜できる特性により、材料の多様なコントロールが可能となった。不完全な膜成長の若干の問題（主に不足もしくは基板が低温であったため）を例外として、ALDは絶縁膜やバリア膜などの薄膜形成に有効な手段である。

### バイオメディカル
バイオメディカル分野において、特に人体に埋め込まれるデバイスについては、デバイスの表面特性を理解しかつ明示することは極めて重要である。素材はその表面において環境と反応するため、表面特性が素材と環境との適合性を大きく左右し、表面化学及び表面構造がタンパク質吸着、細胞相互作用、免疫反応に影響を及ぼす。
バイオメディカルでは現在、フレキシブルセンサ、ナノポーラス膜、高分子ALD、生体適合薄膜コーティング向けに使用がある。ALDは診査器具の光学導波管センサにTiO2を成膜するのに用いられている。また、衣類に組み込みアスリートの動きや心拍数を検知するなどフレキシブルセンサデバイスとしても有用である。ALDは低温成膜が可能なため、フレキシブル有機電界効果トランジスタの製造工程にも適用可能と考えられている。
ドラッグデリバリー、インプラント、組織工学といった分野に近年ナノポーラス材料が採用され始めている。ナノポーラス材料表面を他の方法ではなくALDで改質するメリットとしては、表面への吸着飽和と自己制御的な性質により、深く入り組んだ表面や境界面にも均一にコーティングできることである。ALDプロセスのコンフォーマル性の高いコーティングはナノポア内部を完全に被覆できるため、さらに孔径を小さくすることができ、特定の用途では有用となる可能性がある。

### 品質管理
ALDの工程品質は、スムーズに、均一層を表面に形成しているかを種々のイメージング技術を用いてモニタリングできる。例えばSEM断面図やTEMによりミクロからナノスケールでの観察を行うことができる。観察像の倍率はALD層の評価品質に直結する。XRR（X-ray reflectivity：X線反射率法）は膜厚、密度、表面粗度などの薄膜特性を測定する技術である。SE（spectroscopic ellipsometry ：分光エリプソメトリ）は光学特性評価のツールであり、SEを用いて各ALD膜層間を測定することで、膜の成長率や材料特性を評価できる。
ALDプロセス中にこの器具を使用する（分光エリプソメトリその場観察と呼ばれる）ことで、プロセス中の膜成長率をより的確にコントロールできる。SEはXRRやTEMのようにプロセス終了後に膜評価をするよりプロセス中に行われることが多い。その他にも、RBS（Rutherford backscattering spectroscopy：ラザフォード工法散乱分光法）、XPS（X-Ray photoelectron spectroscopy：X線電子分光法）、AES（Auger electron spectroscopy：オージェ電子分光法）、４探針法などがALD成膜の品質管理に使用される。

## 長所と限界

### 長所
ALDは原子層レベルで膜厚の厳密なコントロールができる。また、異なる材料の複層構造も比較的容易に成膜できる。反応性の高さと精密さから、マイクロエレクトロニクスやナノテクノロジーのような、微細かつ効率的な半導体分野に極めて有用である。ALDは通常、比較的低温プロセスで運用されるため、生体サンプルのような脆弱な基板を用いるときに有用であり、熱分解しやすいプリカーサを使用する際にもメリットとなる。付き回り性に優れるため、粉末や複雑構造の形状物へも適用しやすい。

### 短所
ALD工程は非常に時間がかかることが主な制約条件として知られている。たとえば酸化アルミの成膜はサイクルあたり0.11nm、時間当たりの標準的な成膜量は100～300nmである。ALDは通常マイクロエレクトロニクスやナノテクノロジー向けの基板製造に使われるため、厚膜形成は必要とされない。一般的にμmオーダーの膜厚が必要とされる場合には、ALD工程は成膜時間の面から難しいとされる。また材料的な制約として、プリカーサは揮発性でなくてはならない。かつ成膜対象物がプリカーサ分子の化学吸着に必要な熱ストレスに耐えられる必要がある。

## ALDの派生技術

### PEALD
プラズマALD（Plasma Enhanced ALD)。成膜にプラズマを援用することで、成膜をより低温で行える等のメリットがある。

### MLD
分子層堆積法（Molecular Layer Deposition）。有機物ポリマーを膜材料とした成膜をALDプロセスで行う。超格子の製造などに使われる。

### VPI
気相浸透法（Vapor Phase Infiltration)。有機ポリマーや繊維の奥までプリカーサを浸透させることで有機無機ハイブリッド材料を作る。